# 焚化爐

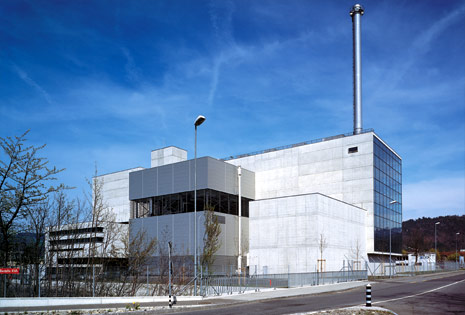
瑞士伯恩市焚化爐

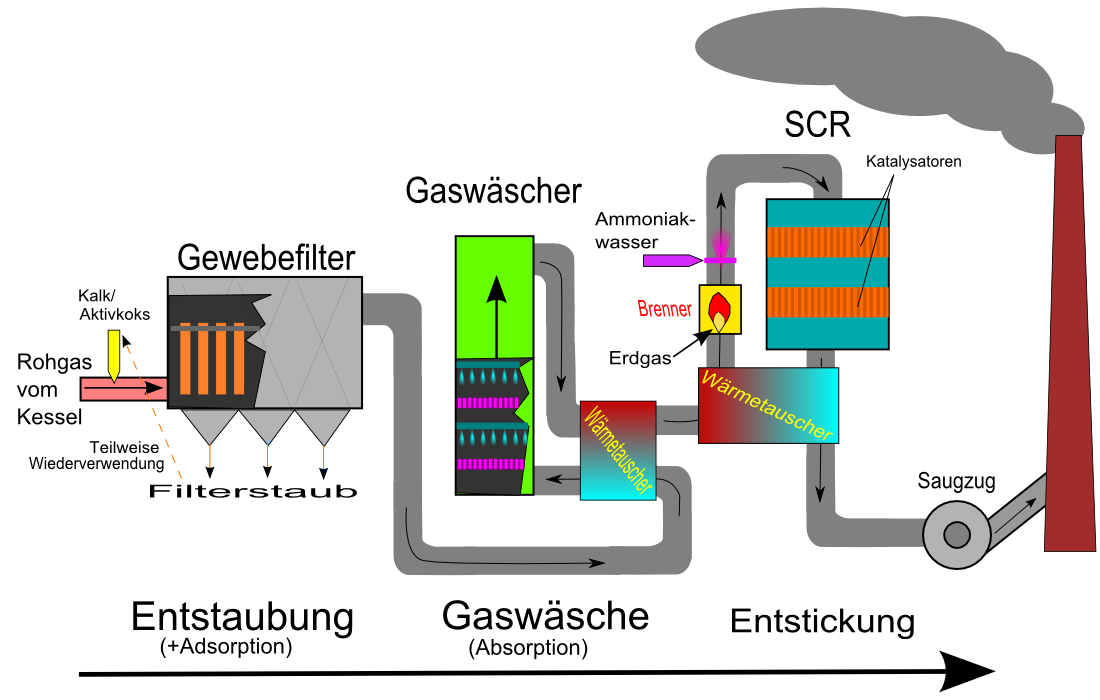
焚化爐結構

焚化爐，即一種火爐，是以高溫燃燒作用火化分解焚化垃圾等物體，成為炭、碳、水蒸氣、二氧化碳、二氧化氮、二氧化硫、臭氧、一氧化碳、二噁英及其他無法燃燒分解的固體等。以減少垃圾所佔空間、避免滋生細菌及發出異味。
火葬就是用焚化爐高溫分解人類或其他動物屍體。
焚化爐運作時產生的熱能可供發電、供暖，有些焚化爐會附設游泳池，冬天時以熱能加溫池水。

## 發展

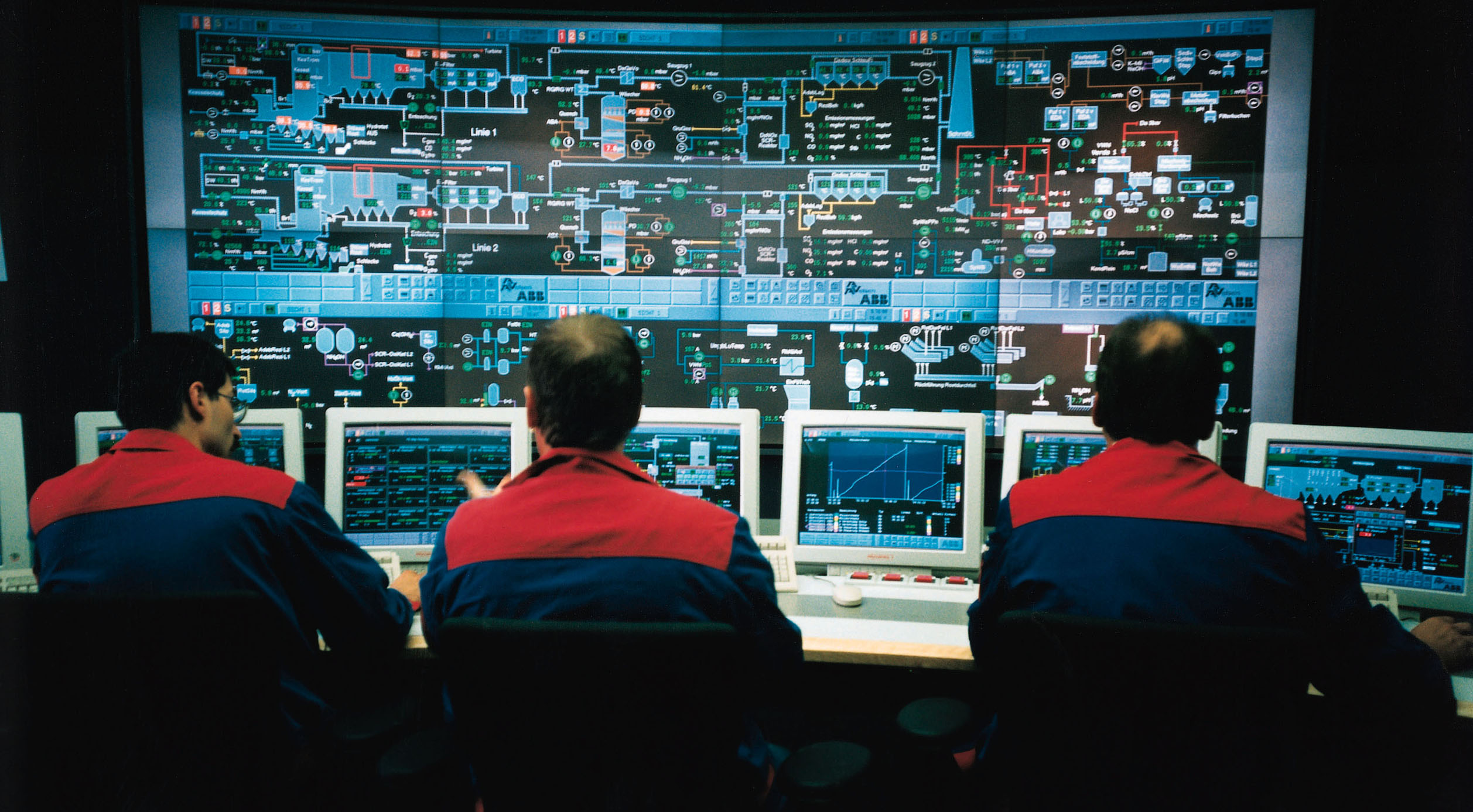
焚化爐發電廠的控制室

- 台灣：臺灣垃圾焚化廠列表
- 香港：香港焚化爐

## 相關
- 底渣
- 垃圾堆填區
- 發電方式
- 環境保護
- 污染物排放控制技術
- 廢物再利用
- 空氣污染
- 垃圾焚燒